# Les Carnets de Max Liebermann
« Vienna Blood » redirige ici. Pour les autres significations, voir Vienna Blood (homonymie).
Pour les articles homonymes, voir Liebermann.
Les Carnets de Max Liebermann (Vienna Blood) est une série télévisée à suspense psychologique britannico-autrichienne de 2019 en quatre saisons et dont l'action se déroule à Vienne, en Autriche, dans les années 1900. Basée sur les romans éponymes (Liebermann Papers) de Frank Tallis, la série suit Max Liebermann (Matthew Beard), médecin et étudiant de Sigmund Freud assistant le détective de police Oskar Rheinhardt (Juergen Maurer (de)). Grâce aux informations psychologiques sur les motivations des sujets, ils enquêtent avec succès sur des meurtres inquiétants. Un sous-thème continu est le nationalisme anti-slave et l'antisémitisme croissant au début du XXe siècle en Autriche ainsi que dans les pays germanophones et touchant donc Max Liebermann et sa famille.

## Distribution

### Acteurs principaux
- Matthew Beard (VF : Benjamin Wangermée) : Max Liebermann
- Juergen Maurer (de) (VF : Stefan Godin) : Oskar Reinhardt
- Luise von Finckh : Clara Weiss
- Jessica De Gouw (VF : Maryvette Lair) : Amelia Lydgate (Saison 1)
- Lucy Griffiths : Amelia Lydgate (Saison 2)
- Amelia Bullmore (VF : Danièle Douet) : Rachel Liebermann
- Conleth Hill (VF : Jean-Loup Horwitz) : Mendel Liebermann

### Acteurs récurrents
- Charlene McKenna (VF : Yaël Elhadad) : Leah Liebermann
- Raphael von Bargen (en) (VF : Maurice Decoster) : inspecteur, puis commissaire von Bülow
- Simon Hatzl (en) : commissaire, puis préfet August Strasser
- Josef Ellers : sergent Haussmann
- Miriam Hie : Lisa Linder (saisons 2 à 4)
- Oliver Stokowski (en) : professeur Gruner (saisons 1 et 2)
- Harald Windisch (VF : Jérôme Keen) : professeur Matthias (saison 1)
- Luis Aue (VF : Yohan Lévy) : Daniel Liebermann (saison 1)
- Florian Teichtmeister : Jonas Korngold (saison 2)

### Invités
- Ulrich Noethen : comte von Triebenbach
- Michael Niavarani (en) : M. Bieber
- Ursula Strauss : Juno Holderlein
- Johannes Krisch (VF : Gilbert Lévy) : major Julius Reisinger
- Kathrin Beck (en) : Madame Borek

## Production
La série est filmée à Vienne et en Basse-Autriche, à partir d'octobre 2018. Les sites comprennent, à Vienne, l'Opéra, les archives de l'université, le Musée d'histoire naturelle, la Grande Roue, le palais Pallavicini, le parc Burggarten, l'arsenal, le Café Sperl et le Café Bräunerhof, ainsi que, par ailleurs, le château de Grafenegg (Schloss Grafenegg). 
Certains épisodes, bien que supposés se dérouler à Vienne, ont aussi été tournés à Budapest en Hongrie. 
La série est une coproduction d'Endor Productions et de MR Film (Autriche).
Devant le succès de la série, une quatrième saison est commandée par les producteurs, dont les tournages sont lancés durant l'été 2023.

## Diffusion
Les trois épisodes de 90 minutes chacun de la première saison de la série sont diffusés au Royaume-Uni sur BBC Two entre le 18 novembre et le 2 décembre 2019. La chaîne autrichienne ORF 2 les diffuse à partir du 20 décembre 2019,. En France, la série est diffusée sur France 3 entre le 21 février et le 7 mars 2021.
Aux États-Unis, PBS diffuse la série en six épisodes de 45 minutes à partir du 19 janvier 2020,.